# آدرنالین (ترانه)
آدرنالین (به انگلیسی: Adrenalin) و (به اسپانیایی: Adrenalina) تک‌آهنگی اثر خواننده پرتوریکویی، ویسین به‌همراهی ریکی مارتین و جنیفر لوپز است، که در ۲۵ فوریه ۲۰۱۴ در سبک لاتین منتشر شد. ترانه‌سراهای آن جنیفر لوپز، ریکی مارتین، ویسین، خوزه تورس و کارلوس اورتیز هستند. Adrenalina دومین تک‌آهنگ دومین آلبوم استودیویی ویسین به نام بازگشت بازمانده است. ناشر این آهنگ، شرکت نشر موسیقی سونی موزیک لاتین (Sony Music Latin) می‌باشد.

## موزیک ویدیو
موزیک ویدیوی Adrenalina، در فوریه ۲۰۱۴ در میامی فیلمبرداری شد. موزیک ویدیو توسط جسی تررو کارگردانی شده است. این موزیک ویدیو در تاریخ ۳ مارس ۲۰۱۴ در شبکه ویوو در یوتیوب به‌طور رسمی منتشر شد و در ظرف یک هفته دارای یک میلیون بازدید شد.

## جدول‌های موسیقی
| جدول (۲۰۱۴-۲۰۱۵)                          | بهترین جایگاه |
| ----------------------------------------- | ------------- |
| بلژیک (اولتراتیپ والونی)                  | ۱۰            |
| دنس بلژیک (اولتراتاپ والونی)              | ۲۶            |
| بلغارستان (آی‌اف‌پی‌آی)                      | ۳             |
| کلمبیا اربانو (گزارش ملی)                 | ۱             |
| جمهوری دومینیکن (دیده‌بان لاتین)           | ۱۱            |
| فرانسه (اس‌ان‌ئی‌پی)                         | ۱۲۲           |
| دانلود فنلاند (لاتائوسیلیستا)             | ۱۰            |
| ایتالیا (اف‌آی‌ام‌ای)                        | ۵۲            |
| ایرپلی مکزیک (بیلبورد)                    | ۴             |
| لهستان (۵۰ آهنگ رقص برتر)                 | ۲۹            |
| اسپانیا (پروموزیک)                        | ۳             |
| سوئیس (شوایزر هیت‌پاراد)                   | ۵۷            |
| بیلبورد هات ۱۰۰ ایالات متحده              | ۹۴            |
| ترانه‌های داغ لاتین ایالات متحده (بیلبورد) | ۲             |
| لاتین ایرپلی ایالات متحده (بیلبورد)       | ۱             |
| ترانه‌های داغ رپ ایالات متحده (بیلبورد)    | ۱۷            |

| جدول (۲۰۱۴)                               | جایگاه |
| ----------------------------------------- | ------ |
| اسپانیا (پروموزیکائه)                     | ۱۰     |
| ترانه‌های داغ لاتین ایالات متحده (بیلبورد) | ۹      |

## گواهینامه‌ها
| منطقه                                                                      | گواهی     | واحد گواهی‌شده/فروش |
| -------------------------------------------------------------------------- | --------- | ------------------ |
| ایتالیا (اف‌آی‌ام‌آی)                                                         | طلا       | ۲۵٬۰۰۰             |
| مکزیک (امپروفون)                                                           | پلاتین    | ۶۰٬۰۰۰*            |
| اسپانیا (سازنده‌های موسیقی)                                                 | ۲× پلاتین | ۸۰٬۰۰۰             |
| ایالات متحده دانلود دیجیتال                                                | —         | ۷۷٬۰۰۰             |
| پخش جاری                                                                   |           |                    |
| ایالات متحده                                                               | —         | ۸۹٬۰۰۰٬۰۰۰         |
| * رقم فروش تنها بر پایهٔ گواهی‌ها. · رقم فروش+پخش جاری تنها بر پایهٔ گواهی‌ها. |           |                    |

## تاریخچه انتشار
| منطقه        | تاریخ         | فرمت                   | نسخه                   | ناشر       | م.     |
| ------------ | ------------- | ---------------------- | ---------------------- | ---------- | ------ |
| گوناگون      | ۱۸ فوریهٔ ۲۰۱۴ | دانلود دیجیتال         | اصلی                   | سونی لاتین | [ ۲۶ ] |
| گوناگون      | ۲۴ فوریهٔ ۲۰۱۴ | رادیوی برترین‌های معاصر | اصلی                   | سونی لاتین | [ ۲۷ ] |
| گوناگون      | ۲۵ فوریهٔ ۲۰۱۴ | پخش جاری               | اصلی                   | سونی لاتین | [ ۲۸ ] |
| گوناگون      | ۲۵ فوریهٔ ۲۰۱۴ | پخش جاری               | نسخهٔ اسپانیایی-انگلیسی | سونی لاتین | [ ۲۹ ] |
| استرالیا     | ۲۵ فوریهٔ ۲۰۱۴ | دانلود دیجیتال         | نسخهٔ اسپانیایی-انگلیسی | سونی لاتین | [ ۱۳ ] |
| کانادا       | ۲۵ فوریهٔ ۲۰۱۴ | دانلود دیجیتال         | نسخهٔ اسپانیایی-انگلیسی | سونی لاتین | [ ۱۳ ] |
| اروپا        | ۲۵ فوریهٔ ۲۰۱۴ | دانلود دیجیتال         | نسخهٔ اسپانیایی-انگلیسی | سونی لاتین | [ ۱۳ ] |
| نیوزیلند     | ۲۵ فوریهٔ ۲۰۱۴ | دانلود دیجیتال         | نسخهٔ اسپانیایی-انگلیسی | سونی لاتین | [ ۱۳ ] |
| مکزیک        | ۲۵ فوریهٔ ۲۰۱۴ | دانلود دیجیتال         | هر دو نسخه             | سونی لاتین | [ ۱۳ ] |
| ایالات متحده | ۲۵ فوریهٔ ۲۰۱۴ | دانلود دیجیتال         | هر دو نسخه             | سونی لاتین | [ ۱۳ ] |
| ایتالیا      | ۱۱ آوریل ۲۰۱۴ | رادیوی برترین‌های معاصر | نسخهٔ اسپانیایی-انگلیسی | سونی لاتین | [ ۳۰ ] |